# Cortemilia
Cortemilia (piemontiul: Cortmija) település Olaszországban, Piemont régióban, Cuneo megyében. Lakosainak száma 2152 fő (2023. január 1.). Cortemilia Bergolo, Bosia, Perletto, Pezzolo Valle Uzzone, Serole, Torre Bormida és Castino községekkel határos.

## Népesség
A település lakossága az elmúlt években az alábbi módon változott:
| Lakosok száma | 2299 | 2275 | 2152 |
|               | 2017 | 2018 | 2023 |